# Geopark Karavanke
Geopark Karavanke, nemško Geopark Karawanken, je čezmejno območje v Sloveniji in Avstriji z izjemno geološko dediščino. Ima večje število geoloških objektov posebnega znanstvenega pomena oziroma zelo redkih geoloških objektov, ki imajo tudi veliko estetsko vrednost in izobraževalni pomen. Na območju se nahaja tudi druga naravna, arheološka, zgodovinska, tehniška in druga kulturna dediščina.
Geopark Karavanke je od 21. marca 2013 član Evropske mreže geoparkov (EGN), ki jo sestavlja 54 parkov iz 18 držav in Globalne mreže geoparkov (GGN) pod okriljem organizacije UNESCO, ki jih je 92. Njegov direktor je Gerald Hartmann.

## Geografske značilnosti
Geopark Karavanke obsega pogorje Karavank med alpskima dvatisočakoma Peco in Košuto na obeh straneh državne meje v Sloveniji in Avstriji. Administrativne meje geoparka sledijo mejam trinajstih občin: Feistritz ob Bleiburg/Bistrica nad Pliberkom, Črna na Koroškem, Dravograd, Gallizien, Globasnitz/Globasnica, Mežica, Bleiburg/Pliberk, Prevalje, Ravne na Koroškem,  Zell/Sele, Neuhaus/Suha, Bad Eisenkappel/Železna Kapla, Sittersdorf/Žitara vas. Geopark se razteza na površini 977 km².
Zaradi prelomne in narivne tektonike, ledeniških in kraških geomorfoloških procesov ter erozije ima območje zanimiv relief. Gre za hribovito do gorato območje, ki ga režejo doline rek Drave (ta teče po obrobju geoparka), Meže, Mislinje in Bele ter Podjunska dolina v severnem delu. Obsega Karavanke, del Kamniško-Savinjskih Alp ter obmejni del hribovij Košenjak, Pohorje, Strojna in Komelj (Kömmelberg). Med najvišjimi gorami so Obir (2139 m), Košuta (2136 m), Peca-Kordeževa glava (2126 m), Peca-Bistriška špica (2113 m), Raduha (2125 m) in Uršlja gora (1699 m) ter Smrekovec (1577 m) in gora Olševa (1929 m).
Podnebje je celinsko s precej padavinami tudi poleti, značilna pojava sta zimski temperaturni obrat in sunkovit veter imenovan severni ali karavanški fen.
Območje je pretežno gozdnato, magmatskih in metamorfnih kamninah je bukov gozd, višje pa predalpski bukovo-jelov gozd, na karbonatnih kamninah uspeva bukov pa tudi smrekov gozd. Visokogorski predeli so skalnati (zlasti severni deli), proti vznožju pa poraščeni s travnato rušo in ruševjem.
V obravnavanem območju je značilno ekstenzivno kmetijstvo v dolinah in na visokogorskih kmetijah, ki se usmerjajo bolj v živinorejo, ekološko kmetovanje in turizem na kmetijah.
Na območju geoparka živi 50.378 prebivalcev, večina večjih naselij je v dolinah, hriboviti del je redko poseljen (razložena naselja). Na razvoj naselij je v zgodovini vplivalo predvsem rudarstvi in železarstvo. Gospodarstvo je usmerjeno v sekundarno in terciarno dejavnost, razvoj pa v turizem, ki predstavlja že drugo najpomembnejšo dejavnost. Poletne aktivnosti so pohodništvo, kolesarjenje in plezanje ter obiski zdravilišč. Po območju potekata dve mednarodni planinskih poti – Evropska pešpot E6 in Via Alpina, Slovenska planinska pot, Koroška planinska transverzala, itd., v podporo je 12 planinskih koč. Vedno več pa je tudi tematskih pohodnih poti (Geotrail Košuta in druge naravoslovne učne poti). Pomembna je mreža kolesarskih poti: mednarodna Dravska kolesarska pot, Umetnostna pot Pliberk – Šmihel /Kunst Radweg, Kundijeve poti, čezmejna gorsko kolesarska pot okoli Pece, kolesarjenje po opuščenih rudniških rovih v Podzemlju Pece, itd.

## Geologija
Karavanke so nastale v drugi fazi Alpidske orogeneze. Pritiskanje med Evropsko in Jadransko (del Afriške plošče) tektonsko ploščo in sukanje slednje v smeri proti urinemu kazalcu je vzdolž periadriatske prelomne cone (lineament) povzročilo bočno zmikanje severnega prelomnega krila do 250 km daleč proti vzhodu in nastanek divergentnega sistema narivov (flower structure) prečno na periadriatsko prelomno cono. Severni pas gradijo permo-triasne intruzivne breče, ki so od gabrske do sienitne sestave. Južni pas tvori oligocenska tonalitna intruzija. Najstarejše regionalne metamorfne kamnine v osrednji coni med magmatskimi so spremenjene zaradi kontaktno metamorfnih procesov. Intenzivni sočasni vulkanizem je na površini pustil zaporedje piroklastičnih kamnin. V severnem delu Geoparka Karavanke, ki pripada Evropski plošči, izdanjajo raznovrstne metamorfne kamnine. Nastale so v času glavnega trka med celinskima ploščama. Pokrove na severu in jugu gradijo karbonatni sedimenti ordovicijske do eocenske starosti z mnogimi fosili, ki so nastali v obširnih oceanih Paleo- in Neo-Tetide. Ob vznožju so sočasno z dviganjem Karavank nastajali klastični sedimenti. Območje Pece je svetovno znano po epigenetskih svinčevo-cinkovih rudiščih v karbonatnih kamninah in izjemnem zgodnjediagenetskem cinkovo-svinčevem laminiranem rudišču Topla. Ledeniški, rečni in kraški geomorfološki procesi so izoblikovali slikovito topografijo.

## Geološke znamenitosti
V parku je registriranih 48 geoloških znamenitosti, 14 jih je opremljenih z informacijskimi ali interpretacijskimi tablami, predstavljene pa tudi v brošurah in drugih publikacijah ali so del drugih naravoslovnih učnih poti. To so:
- Železna Kapla - Granodioritni porfir tipa rapakiwi z velikimi vtrošniki glinencev, Koordinata Y (UTM-33N): 468858, X (UTM-33N): 5146790
- Bogatčeve peči - Skalni bloki almandinovega blestnika z do 1 cm velikim kristali almandina, muskovita in kremena, Koordinata GKY: 503204, GKX: 167236
- Božičev slap - večstopenjski, 25 m visok slap v gabru, Koordinata GKY: 488950, GKX: 146230
- Breg – nagubane triasne plasti, Koordinata GKY: 490130, GKX: 151580
- Burjakova stena predstavlja reprezentativno tektonsko drsno ploskev v triasnem apnencu, ki ga sestavljajo številne alge; Koordinata GKY: 484208, GKX: 147479
- Ciganska jama - vodoravna jama v dolini Tople, habitat netopirjev; Koordinata GKY: 484980, GKX: 147261
- Dobrova – klasično nahajališče minerala dravita in eno od petih najpomembnejših na svetu; Koordinata GKY: 500747, GKX: 159616
- Dolina Bistre – Periadriatska prelomna cona, izdanki kamnin stika se najboljše vidijo ob potoku Bistra; Koordinata GKY: 487350, GKX: 145825
- Ebriach - železnokapelski granit, izvir naravne mineralne vode; Koordinata Y (UTM-33N): 463116, X (UTM-33N): 5146868
- Obirska soteska - intruzija granita in skrilavcev/diabazov in staropaleozoiskih metamorfnih kamnin; Koordinata Y (UTM‐33N): 466518, X (UTM‐33N): 5147018
- Hajnžev graben (Hainschgraben) - grödenske plasti; Koordinata Y (UTM‐33N): 448989, X (UTM‐33N): ..............
- Hainschsattel - ledeniško preoblikovana pokrajina in z velikimi melišči Košute; Koordinata Y (UTM‐33N): 446606, X (UTM‐33N): 5142552
- Hamunov vrh – nahajališče železovih mineralov hematita in magnetita; Koordinata GKY: 488363, GKX: 155265
- Helenski potok – nahajališče karnjiskih fosilov; Koordinata GKY: 486900, GKX: 148350
- Obir (Hochobir), Železna Kapla-Bela - Wettersteinski apnenec; Koordinata Y (UTM-33N): 460644, X (UTM-33N): 5150081
- Jama Korančevka - poševna, okoli 50 metrov dolga suha jama v dolini Tople; Koordinata GKY: 483610, GKX: 148230
- Jegartkogel, Žitara vas - Ploščasti apnenci, kosenske plasti; Koordinata Y (UTM-33N): 470895, X (UTM-33N): 5152333
- Pristovški Storžič (Kärntner Storschitz) - devonski koralni greben; Koordinata Y (UTM-33N): 463506, X (UTM-33N): 5141987
- Kordeževa glava - naravno okno je nastalo ob prelomni razpoki triasnega apnenca; Koordinata GKY: 483640, GKX: 150610
- Mela Koschuta - lepo vidne kamnine na prelomni coni; Koordinata Y (UTM‐33N): 456590, (UTM‐33N): 5143763
- Murijev vrelec v Šulnikovem grabnu - Hochwipfelske plasti, Javorniške plasti, slatina z visoko koncentracijo železa; Koordinata Y (UTM-33N): 465046, X (UTM-33N): 5140805
- Najbržev plaz - obsežno plazišče na vzhodnem pobočju Pece z vidno narivno ploskvijo, imenovano Pecin nariv, območje je tudi izolirano najvzhodnejše in najnižje ležeče rastišče redkega wulfenovega jegliča; Koordinata GKY: 485628, GKX: 150734
- Obirske jame (Obir Tropfsteinhöhlen) - turistično urejena kraška jama; Koordinata Y (UTM-33N): 465376, X (UTM-33N): 5150757
- Podgora – nahajališče eocenskih alveolinsko-numulitnih apnencev in fosilov; Koordinata GKY: 497961, GKX: 151178
- Ravbarska luknja - edina jama v pegmatitu v Sloveniji, bivališče netopirjev; Koordinata GKY: 498217, GKX: 156030
- Potok/Potokgraben – nagubane s fosili bogate plasti iz srednjega triasa; Koordinata Y (UTM‐33N): 459746, X (UTM‐33N): 5144290
- Korške peči/Trögerner Klamm - Trbiška breča, Geološko in botanično zanimiva pohodniška pot; Koordinata Y (UTM-33N): 460757, X (UTM-33N): 5144490
- Leše – nahajališče premoga, opuščen Frančiškov rov iz leta 1849; Koordinata GKY: 493433, GKX: 154464
- Rimski vrelec - Izvir mineralne vode v Kotljah; Koordinata GKY: 499281, GKX: 152153
- Remšenikov graben‐Kuratkogel - tonalitni gnajs periadriatski prelomni coni; Koordinata Y (UTM-33N): 472326, X (UTM-33N): 5145557
- Remšenikov graben-St. Margarethen - metamorfne kamnine, tonalitni gnajs; Koordinata Y (UTM-33N): 474091, X (UTM-33N): 5145316
- Rudnik Helena - nahajališče wulfenita je eno redkih nahajališč v Sloveniji, najbogatejše v Evropi in eno najbolj znanih v svetu, tukaj se pojavljajo izjemni in enkratni kristali kalcita v Sloveniji; Koordinata GKY: 487141, GKX: 149111
- Rudnik Mežica - rudonosne ladinijske plasti in tipično orudenje mežiških rudišč; Koordinata GKY: 489404, GKX: 152005
- Rudnik Topla - rudišče predstavlja v svetovnem merilu pomemben dokaz za sedimentni nastanek tovrstnega orudenja v nadplimskem okolju; Koordinata GKY: 482247, GKX: 149436
- Schenkalm/Senkova planina - trbiška breča v trogkofelskem apnencu - podor; Koordinata Y (UTM‐33N): 456295, X (UTM‐33N): 5142633
- Smrekovec - nahajališče magmatskih in piroklastičnih kamnin ter rastišče redke andezitne flore; Koordinata GKY: 491480, GKX: 142520
- Soteska Mučevo - rastišče redkejših in ogroženih vrst kukavičevk z značilno vegetacijo suhih travišč in izdanki svinčevo-cinkove rude na površini; Koordinata GKY: 490758, GKX: 149677
- Stari Fridrih – izdanki svinčevo cinkove rude; Koordinata GKY: 489110, GKX: 151260
- Kamniti plaz v Obirski soteski - ordovicijska blazinasta lava; Koordinata Y (UTM-33N): 465973, X (UTM-33N): 5147288
- Topla - nahajališče fosilnih polžev; Koordinata GKY: 484130, GKX: 147780
- Korške peči/Trögerner Klamm - geološko ter botanično zanimiva 3 km dolga soteska v schlernskem dolomitu Košutinega pasu; Koordinata Y (UTM-33N): 461623, X (UTM-33N): 5144984
- Olševa - naravni most; Koordinata Y (UTM‐33N): 474197, X (UTM‐33N): 5144404
- Volinjek - kraški relief (žlebiči, naravno okno, vrtače) izoblikovan na triasnem apnencu; Koordinata GKY: 490806, GKX: 154195
- Votla peč - naravni most predstavlja izjemno geomorfološko obliko tudi zaradi pegmatita in šorlita; Koordinata GKY: 498180, GKX: 155950
- Soteska v dolini Bele/Vellachtal - klastični horizont „kardita“ plasti; Koordinata Y (UTM-33N): 467932, X (UTM-33N): 5149582
- Zajčja peč - Pecin nariv; Koordinata GKY: 482820, GKX: 149520
- Zelenbreg – v biotitno – muskovitnem blestniku se pojavljajo pegmatitini dajki; nahajališče minerala šorlita (turmalina); Koordinata GKY: 496035, GKX: 158153
- Podkanjski slap/Wildensteiner Wasserfall - jurski apnenci; Koordinata Y (UTM-33N): 462350, X (UTM-33N): 5153510

## Druge znamenitosti v Geoparku

### Naravne znamenitosti
Na območju med Košuto in Obirjem, Olševo in Uršljo goro ter med Smrekovcem in Košenjakom je izjemna biotska raznovrstnost tako rastlinstva kot živalstva. Ta območja so: Košuta - naravna pokrajina, Peca – Petzen (Krischakar), Matjaževa jama, Najevska lipa na Ludranskem vrhu, Dravograjsko jezero, Uršlja gora, Dolga brda - močvirna dolina, Belska Kočna – naravni rezervat, Korte – naravni rezervat, Dolina smrti, Žerjav in Krajinski park Topla.
Na skalnih stenah, meliščih, gorskih travnikih, mokriščih in barjih, se nahajajo mnoge redke in zavarovane rastlinske vrste, tudi endemiti kot Zoisova zvončnica, kamniška murka, peška ovsika, nenavadni kamnokreč, Wulfenov jeglič in druge redke in zavarovane rastlinske vrste.
V vzhodnih Karavankah je pomembno ornitološko območje. Tukaj so vse pomembnejše koconoge kure (divji petelin, ruševec, belka in gozdni jereb), gnezdijo pa še redke vrste sov (mali skovik, koconogi čuk), detlov (črna žolna, triprsti detel) in ujed (planinski orel, sokol selec).
Znotraj območja je nekaj izjemnih mokrišč, ki so zatočišča redkih in ogroženih ter zavarovanih rastlinskih vrst (kukavičevke) in živalskih vrst (rak koščak, kačji pastirji in metulji). Med žuželkami najdemo redke in evropsko varovane vrste: kačja pastirja veliki studenčar in kačji potočnik, hrošč močvirski krešič in metulji travniški postavnež, gozdni postavnež, Scopolijev zlatook, strašnični mravljiščar in črtasti medvedek.

### Kulturne znamenitosti
Kulturna dediščina na območju Geoparka obsega nepremično, premično, nesnovno in živo dediščino.
Premično kulturno dediščino hranijo in predstavljajo v Koroškem pokrajinskem muzeju, v muzeju Podzemlja Pece, Etnološki zbirki Črna, Polhovem mlinu, Muzeju Dvornik, Arheološkem romarskem muzeju v Globasnici, na Gori Sv. Heme, v lokalnih muzejih ter zgodovinskih stavbah in objektih rudarstva v občinah Pliberk, Železna Kapla, Bistrica nad Pliberkom in Prevaljah ter v drugih zasebnih zbirkah.
Živa dediščina se ohranja v okviru številnih etnoloških in turističnih prireditev. Zanimiva sta Muzej Wernerja Berga v Pliberku in Liaunigov muzej z zbirkami sodobnih umetnosti v Suhi.
Najpomembnejši objekti kulturne dediščine so:
- Arheološko najdišče Javornik,
- Grad in Koroški pokrajinski muzej, Ravne na Koroškem,
- Muzej Globasnica,
- Kostnica sv. Mihaela v Libeličah,
- Rudnik Mežica
- Povhov mlin v Dolgih Brdih
- Prežihova bajta na Preškem vrhu
- Arheološko najdišče Turške šance (Türkenschanze)
- Rudarske stavbe
- Sveta Hema, svetišče in ostanki poznoantične naselbine
- Štoparjev most na Poljani
- Gräberfeld Globasnitz – izkopanine
- Cerkev sv. Ane in sv. Bolfenka – cerkvi dvojčici nad Lešami
- Katharina-Kogel, Šmihel ob Pliberku
- Cerkev sv. Uršule na Uršlji gori
- Christophorus-Bildnis – podoba na skali
- Eisenkappler Hütte (Kapelska koča)
- Fužinarski in železarski obrati ter uradniške in delavske stanovanjske hiše